# Sorbus monbeigii
Sorbus monbeigii är en rosväxtart som först beskrevs av Jules Cardot, och fick sitt nu gällande namn av Balakr.. Sorbus monbeigii ingår i släktet oxlar, och familjen rosväxter. Inga underarter finns listade i Catalogue of Life.